# Філіп Володимир Миколайович
Володимир Миколайович Філіп (нар. 8 серпня 1944, с. Нанково Хустського району Закарпатської області) — радянський та український футболіст і тренер. Відмінник освіти України.

## Життєпис
Закінчив Тернопільський державний педагогічний інститут (1970, нині ТНПУ).
Кандидат у майстри спорту з футболу. Переможець студентських ігор України, бронзовий призер Всесоюзних студентських ігор (1967).
1970–1995 — тренер з футболу в Тернопільській ДЮСШ № 3.
1995–2000 — директор обласної ДЮСШ. Від 2000 — директор Тернопільської СДЮШОР з футболу.